# Cireundeu (Petir)
Cireundeu is een bestuurslaag in het regentschap Serang van de provincie Banten, Indonesië. Cireundeu telt 2572 inwoners (volkstelling 2010).